# Eleanor Leacock
Eleanor Burke Leacock (* 2. Juli 1922 in Weehawken, New Jersey; † 2. April 1987 in Honolulu, Hawaii) war eine US-amerikanische marxistische Anthropologin, die die egalitären Gesellschaften der nordamerikanischen und polaren Urbevölkerung und ihre Verwandtschaftssysteme untersuchte. Im Mittelpunkt ihrer Forschungen und Veröffentlichungen standen Genderfragen.

## Leben
Leacocks Vater Kenneth Burke war ein bekannter Dichter, Kritiker und Sozialphilosoph, ihre Mutter Lily Burke Mathematiklehrerin. In der Familie, die im ländlichen New Jersey wohnte, herrschte eine unkonventionelle Geschlechtsrollenverteilung. Im Umfeld der Familie wie auch in Greenwich Village, wo Leacock später lebte, gab es eine Reihe von radikalsozialistischen und marxistischen Denkern. So lernte sie sowohl die Handarbeit auf der Farm als auch die intellektuelle Unabhängigkeit der Künstler- und Intellektuellenszene schätzen und wandte sich früh gegen rassistische, geschlechts- und klassenspezifische Diskriminierung.

Als Studentin lernte sie die Arbeiten von Vere Gordon Childe, Henry Lewis Morgan, Karl Marx und Friedrich Engels kennen. Am Barnard College erfuhr sie selbst berufliche Diskriminierung, weil ihr als Frau eine Stelle verweigert wurde. 1944 wollte sie sich bei Ruth Benedict im Office of War Information am publizistischen Kampf gegen den Nationalsozialismus beteiligen, wurde aber vom FBI wegen ihrer früheren Kontakte zu Radikalen aus politischen Gründen abgewiesen. 1952 erwarb Leacock den Ph.D. an der Columbia University. Auch dort wurde sie als verheiratete Frau mit zwei Kindern beruflich diskriminiert. Von 1963 bis 1972 war sie Professorin am Brooklyn Polytechnic Institute und von 1972 bis zu ihrem Tode Professorin am City College of New York.
Leacock war mit James Haughton verheiratet und hatte fünf Kinder.

## Werk
Ihre Feldforschung startete Leacock bei den Inuit Labradors, die stark von den Folgen des Kolonialismus betroffen waren. Sie lenkte das Augenmerk darauf, dass in der dort vorherrschenden Subsistenzwirtschaft wichtige Ressourcen auch noch nach Jahrhunderten des Warenaustausches mit Europäern bzw. weißen Nordamerikanern weitgehend gemeinsam genutzt wurden. Sie stellte am Beispiel des Stammes der Innu-Naskapi fest, dass diese und ähnliche Gesellschaften der Jäger und Sammler früher matrilokal organisiert waren – entgegen der vorherrschenden Meinung, dass Gesellschaften von Jägern und Fallenstellern männlich dominiert sein müssten. In ihrer Dissertation von 1954 zeigte sie die verheerenden Folgen der Kolonialisierung der nordamerikanischen indigenen Völker auf, die durch die unter Anthropologen damals vorherrschenden Akkulturationstheorien beschönigt worden waren. Erst der Pelzhandel mit den Weißen – so ihr Befund – sei Ursache für die Entstehung von Häuptlingshierarchien und männlicher Dominanz gewesen: Seit Beginn der Pelzhandels wurden immer mehr Sklavenarbeiterinnen eingesetzt; zugleich entstanden große Privatvermögen der Häuptlinge, die gehortet wurden.
 Nach ihrer Berufung an das Brooklyn Polytechnic Institute (heute: New York University Tandon School of Engineering) führte Leacock in ihren Veröffentlichungen die lange ignorierten Konzepte von Engels und Morgan wieder in die anthropologische Diskussion ein und vertrat die These, dass die Unterordnung der Frau und die männliche Dominanz eng mit der Entstehung des Staates zu tun haben. So kann Leacock als Begründerin einer feministischen Anthropologie angesehen werden. Sie erwähnte zwar auch Beispiele von Gesellschaften, die schon vor dem Kontakt mit den Europäern patriarchalisch organisiert waren (z. B. die Azteken), vernachlässigt diese Befunde aber zugunsten ihrer Kolonialismus-These. Auch konstatierte Leacock zwar die Existenz weiblicher Häuptlinge in Stammesgesellschaften, vermeidet aber den Matriarchatsbegriff und vertrat vehement die Egalitarismus-These.
 Leacock nahm auch Stellung zu der Kontroverse zwischen Margaret Mead und Derek Freeman. Freemans Kritik an dem offenbar zu idealistischen Bild Samoas, das von Mead gezeichnet wurde, sei einem biologischen Determinismus verhaftet; er ignoriere den kulturellen Wandel auf Samoa und die historischen Ursachen von Aggression. Doch sei auch Meads Bild des friedlichen Samoa ahistorisch und infantil verzerrt.
 In verschiedenen Veröffentlichungen untersuchte Leacock Ursachen und Folgen von Rassismus und Diskriminierung in amerikanischen Städten und insbesondere in Schulen.

## Auszeichnungen
- New York Academy Sciences Award for the Behavioral Sciences 1983 (als erste Frau überhaupt)

## Schriften (Auswahl)
- The origin of the family, private property and the state. In the Light of the Researches of Lewis H. Morgan, With an Introduction and Notes by Eleanor Burke Leacock. New York 1972.
- Women’s Status in Egalitarian Society: Implications for Social Evolution. In: Current Anthropology. Band 19, 1978, S. 247–255.
- Myths of Male Dominance: Collected Articles on Women Cross-Culturally, Chicago: Haymarket 2008 (Erstveröffentlichung: Monthly Review Press 1981).
- mit Helen I. Safa & Contributors: Women’s Work. New York: Bergin & Garvey Publishers 1986.
- Begriffliche und historische Probleme der Interpretation der Ungleichheit der Geschlechter. In: Institut für Marxistische Forschungen (IMSF) (Hrsg.): Theorie und Methode VIII. Matriarchat und Patriarchat. Zur Entstehung der Familie. IMSF: Frankfurt am Main 1986.
- The Montagnais "Hunting Territory" and the Fur Trade. American Anthropologist Memoir 78, 1954.
- als Hrsg. mit Mona Etienne: Women and Colonization. Anthropological Perspectives. New York: Prager Publishers 1980.
- Behavior, Biology and Anthropological Theory. In: Gary Greenberg und Ethel Tobach (Hrsg.): Behavioral Evolution and Integrative Levels. The T. C. Schneirla Conference Series. Hillsdale, New Jersey: Lawrence Erlbaum Associates 1984.
- als Hrsg. mit Richard Lee (Hrsg.): Politics and History in Band Societies. Cambridge: Cambridge Uni Press 1982.